# Sikory (województwo łódzkie)
Sikory – przysiółek w Polsce położona w województwie łódzkim, w powiecie poddębickim, w gminie Zadzim. Leży na Wysoczyźnie Łaskiej.
Przysiółek ma charakter letniskowo-rolniczy i wchodzi w skład sołectwa Dzierzązna Szlachecka. 
W latach 1975–1998 miejscowość administracyjnie należała do województwa sieradzkiego.